# Франческета (Ровиго)
Франческета је насеље у Италији у округу Ровиго, региону Венето.
Према процени из 2011. у насељу је живело 9 становника. Насеље се налази на надморској висини од 5 м.